# Borrisokane
Borrisokane (irisch Buiríos Uí Chéin) ist ein Ort im Norden des County Tipperary in der Republik Irland. 
Der Ort hatte 2022 1117 Einwohner. Er liegt an der Nationalstraße N52 zwischen Nenagh und Birr, etwas südlich der Abzweigung der N65 nach Portumna. Borrisokane ist nur 12 km vom Lough Derg entfernt.

## Prominente Bürger
- James McGolrick (1841–1918), römisch-katholischer Bischof
- Frank Corcoran (* 1944), Komponist
- Dylan Slevin (* 2002), Dartspieler